# Gryllotalpa coarctata
Gryllotalpa coarctata är en insektsart som beskrevs av Walker, F. 1869. Gryllotalpa coarctata ingår i släktet Gryllotalpa och familjen mullvadssyrsor. Inga underarter finns listade i Catalogue of Life.